# Tectaria maingayi
Tectaria maingayi là một loài dương xỉ trong họ Tectariaceae. Loài này được Baker C. Chr. mô tả khoa học đầu tiên năm 1934.